# Västra Frölunda (postort)
Västra Frölunda är en postort i sydvästra Göteborg för området Västra Frölunda. Postorten Västra Frölunda omfattade före den 1 januari 2011 stadsdelsnämndsområdena Tynnered och Älvsborg, samt stora delar av Frölunda-Högsbo (Tofta, Ruddalen, Järnbrott, Frölunda torg, Flatås, Högsbo industriområde och 
Kaverös) och är numera uppdelat på stadsdelsnämndsområdena Askim–Frölunda–Högsbo och Västra Göteborg.